# Taylor York
Taylor Benjamin York (ur. 17 grudnia 1989 r. w Nashville w stanie Tennessee) – amerykański muzyk, gitarzysta w zespole Paramore, do którego dołączył w roku 2006. Czasami jeździł z zespołem w trasy koncertowe grając na gitarze rytmicznej oraz pomógł napisać im takie piosenki jak "That's What You Get" czy "Conspiracy". 16 czerwca 2009 roku został oficjalnym członkiem zespołu Paramore.
Jego bratem jest Justin York.